# مکنزی باول
سر مکنزی باول (انگلیسی: Sir Mackenzie Bowell؛ زاده ۲۷ دسامبر ۱۸۲۳ – درگذشته ۱۰ دسامبر ۱۹۱۷) یک سیاست‌مدار اهل کانادا بود.